# 高其佩

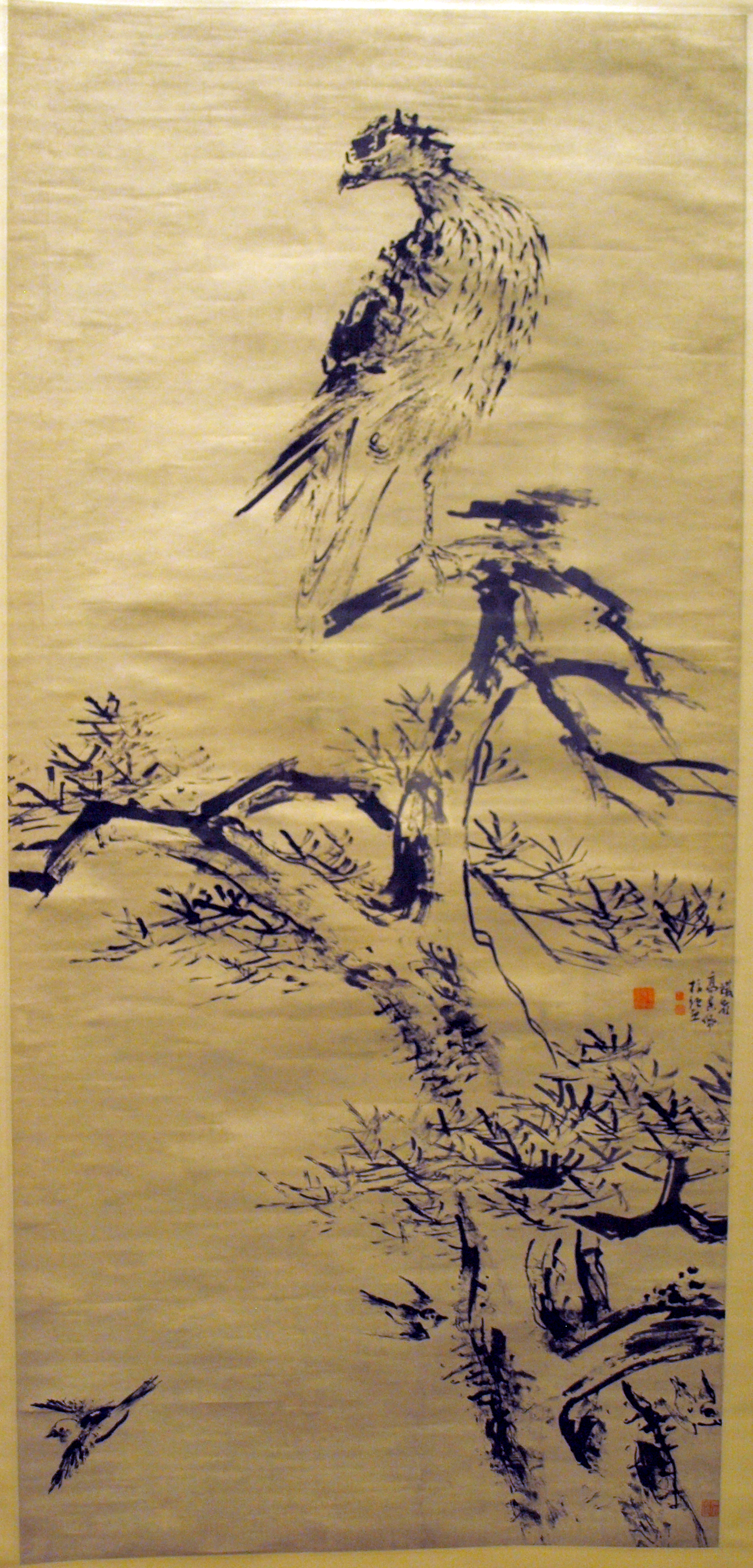
高其佩作品

高其佩（1660年—1734年），字韦之，号且园、又号南村。初隶汉军镶白旗，后改隶汉军镶黄旗。清代官员，著名画家。

## 简介
家族为铁岭高氏。祖籍山东高密县。两淮盐运使高天爵第五子，家族排行第七，故称“高七郎”。与兄长高其位、族弟高其倬最为著名。高秉《指头画说》记高其佩生于其父亲“建昌郡守任所”。现代研究者据其自署“雍正六年三月[1728年][……]时年六十有九”，倒推出其出生年份为顺治十七年（1660年）。
康熙十三年（1676年），父亲高天爵被耿精忠俘虏，康熙十五年被杀。康熙二十一年（1682年），以父荫授江南宿州知州。二十五年（1686年），丁母忧归。三十二年（1693年），补云南姚州知州。后历官浙江溫處道、四川永寧道、四川按察使、光祿寺卿，累官至刑部侍郎、正红旗汉军都统。
高其佩是指画的开山祖。作品有：《钟馗》、《双骏图》、《仙山楼阁图》、《虎》、《柳塘鸳鸯图》、《高冈独立图》等。

## 家庭
- 始祖高友，始居奉天铁岭，祖上山东高密。
- 高祖高良辅。
- 曾祖高景时。
- 祖父高尚義，鑲白旗漢軍、杭州協領，袭二等轻车都尉，因军功转镶黄旗汉军。
- 父高天爵，官至两淮盐运使，三藩之乱中被杀，追赠太仆寺卿，追谥忠烈。
- 胞叔高蔭爵，直隸口北道。其子一鑲黃旗漢軍、康熙甲戌科進士高其倬，原配妻納蘭氏（父正黄旗满洲、康熙十五年（1676年）丙辰科进士纳兰性德，胞姊納蘭氏嫁镶黄旗汉军、康熙三十九年（1700年）庚辰科进士年羹尧），继妻蔡琬（父正白旗汉军、雲貴總督蔡毓榮）。子二高其傃，雍正二年武進士，官鑾儀衛治儀、二等侍卫；妻董氏（父正红旗汉军、督察院左副都御史董弘毅）；其子高怡，知县，奉旨予入顺天府大兴县民籍。
- 胞兄弟文渊阁大学士兼礼部尚书文恪公高其位，高其仕。
  - 高其位子：兵部尚書高起 (清朝)，四川布政使高越，骑都尉高纘勳，高组勋（出继给叔叔高其仕），河南南汝光道高趩(高走翼)。
  - 高其位孙子：川北鎮總兵官高琦（妻鈕祜祿氏,胞兄鑲黃旗滿洲、漕運總督毓奇），贵州知州高瑋，世袭骑都尉重庆云南总兵升广东提督高瑹，山西宁武府知府高璨（原名珺，兄弟有十人），高珣；四川石砫厅同知、乾隆38年四川江津县知县高瑛（父高趩）[3]
    - 高瑛子高扬曾，袭骑都尉。妻巴蜀大诗人张问陶妹张问筠。

  - 高其位孙女高氏（高趩的长女），嫁给康熙皇帝曾孙、和硕恒亲王之孙、光禄大夫镇国将军弘昂第四子永宝。
- 胞姊高氏，嫁正藍旗漢軍、湖广总督李成龍。其子李世偀、李世倬（官至左副都御史，善画，与辅国公永璥有诗画交往），孙江南河道總督李宏 (清朝)，曾孙两江总督李奉翰，曾孙女李氏嫁镶黄旗汉军、吏部尚书郝玉麟之孙郝敏安。
- 嫡妻范氏（父范文英），继妻朱氏（胞侄正红旗汉军、康熙五十一年（1712年）壬辰科武進士画家朱倫瀚）。
- 子高璥 (敬一)；高紱；高綱 (常)；高綋；高綬。
- 孫高颖、高程、高秱、高（禾奇）、高和皆高紱子；高䅿(高纲子，妻宁国府知府翟照庭女）、高（禾爽）、高稝、高䆅、高秉皆高綱子。
- 曾孙銮仪使高孝壎（高稝子) 、武举高孝臻、曲靖府知府高孝埴，武举高孝垿官四川都司、高孝墀官高邮州州同，高孝臻官兴武卫千总。
- 家族爵位承袭。二等轻车都尉世职自高尚义从清军入关，以军功授二等轻车都尉世职，其子高其仕承袭，高其仕官福建协领，早卒，其兄高其位承袭，后承袭时因例销去恩诏所得，以骑都尉世袭，高其位之子高缵勋承袭骑都尉后，高缵勋之子高瑹承袭，乾隆五十六年高瑹在广东提督任上包庇堂兄高瑋犯事革职，遣戍伊犁，由侄高扬曾高瑛之子袭，再由惠麟、存厚、禧昌先后承袭。三等男爵世职：高其倬因为雍正皇帝选陵址和以前云南军功所授骑都尉世职，合授三等男爵，其子高恪承袭，其后其孙高烺、曾孙高垣承袭，但均早逝。后来高焜、高垣、高为钟（高维钟）、高士俊、定格先后承袭。恩骑尉世职：三藩之乱时高天爵殉难，谥"忠烈".乾隆间钦奉特旨赏给恩骑尉世袭，由其玄孙高崇承袭，乾隆六十年革职，堂弟高崚承袭，嘉庆九年高铭承袭。云骑尉世职：高承爵玄孙、武举人德楞额兄弟皆改为满族名，德楞额之子庆隆原为候补卫千总，安徽舒城打仗阵亡，赐给云骑尉世职，其子舒成承袭，后由舒春承袭。嘉庆间宜昌府通判高举阵亡后，朝廷恩赐云骑尉世职，由其长子高博文承袭。

## 延伸阅读
[在维基数据编辑]
 《清史稿·卷504》，出自趙爾巽《清史稿》
 在维基共享资源阅览影像